# Ana Palacio
Ana de Palacio y del Valle Lersundi, (Madrid, 22. kolovoza 1948.), španjolska je političarka i član konzervativne stranke Partido Popular.
Palacio je bila zastupnik u Europskom parlamentu u periodu 1994. – 2002. gdje je između ostalog bila predsjednik Odbora za pravna pitanja i unutarnje tržište 1999-2002. Postala je prvi ženski španjolski Ministar vanjskih poslova, dužnost koju je obnašala 2002. – 2004. u vladi Joséa Maríe Aznara.
Poslije španjolskih parlamentarnih izbora 2004., prestaje obnašati tu dužnost jer je socijalistička stranka pobijedila, no izabrana je u Cortes Generales. U periodu 2006. – 2008. 
ulazi u predsjedništvo Svjetske banke kao Senior Vice President & World Bank Group General Counsel. 
Palacio ima sveučilišnu diplomu iz prava, političkih znanosti i sociologije, a radila je više godina i kao pravnica. Sestra je Loyola de Palacia.

## Vanjske poveznice
- Službena stranica Europarlamenta

| Prethodnik: | Ministar vanjskih poslova Španjolske 2002. — 2004. | Nasljednik:            |
| Josep Piqué | Ministar vanjskih poslova Španjolske 2002. — 2004. | Miguel Ángel Moratinos |